# Larry Gates
Larry Gates (Saint Paul, 24 settembre 1915 – Sharon, 12 dicembre 1996) è stato un attore statunitense.
Dopo il debutto come attore nel 1952, prese parte a oltre 60 film, tra cui La gatta sul tetto che scotta (1958), con Elizabeth Taylor e Paul Newman.
Morì nel 1996, all'età di 81 anni, per leucemia.

## Filmografia parziale

### Cinema
- La strada dell'eternità (Glory Alley), regia di Raoul Walsh (1952)
- Il capitalista (Has Anybody Seen My Gal?), regia di Douglas Sirk (1952)
- Il prezzo del dovere (Above and Beyond), regia di Melvin Frank e Norman Panama (1952)
- Francis contro la camorra (Francis Covers the Big Town), regia di Arthur Lubin (1953)
- Portami in città (Take Me to the Town), regia di Douglas Sirk (1953)
- La ragazza di Las Vegas (The Girl Rush), regia di Robert Pirosh (1955)
- L'invasione degli ultracorpi (Invasion of the Body Snatchers), regia di Don Siegel (1956)
- Un uomo sbagliato (The Strange One), regia di Jack Garfein (1957)
- Un solo grande amore (Jeanne Eagles), regia di George Sidney (1957)
- I fratelli Rico (The Brothers Rico), regia di Phil Karlson (1957)
- La gatta sul tetto che scotta (Cat on a Hot Tin Roof), regia di Richard Brooks (1958)
- Qualcuno verrà (Some Came Running), regia di Vincente Minnelli (1958)
- Il molto onorevole Mr. Pennypacker (The Remarkable Mr. Pennypacker), regia di Henry Levin (1959)
- Un piede nell'inferno (One Foot in Hell), regia di James B. Clark (1960)
- Il grande impostore (The Great Impostor), regia di Robert Mulligan (1961)
- Le canaglie dormono in pace (Hoodlum Priest), regia di Irvin Kershner (1961)
- La vendetta del gangster (Underworld U.S.A.), regia di Samuel Fuller (1961)
- Il giardino della violenza (The Young Savages), regia di John Frankenheimer (1961)
- Ada Dallas (Ada), regia di Daniel Mann (1961)
- La strada a spirale (The Spiral Road), regia di Robert Mulligan (1962)
- La porta dei sogni (Toys in the Attic), regia di George Roy Hill (1963)
- Quelli della San Pablo (The Sand Pebbles), regia di Robert Wise (1966)
- La calda notte dell'ispettore Tibbs (In the Heat of the Night), regia di Norman Jewison (1967)
- L'ora delle pistole (Hour of the Gun), regia di John Sturges (1967)
- Ultima notte a Cottonwood (Death of a Gunfighter), regia di Don Siegel e Robert Totten (1969)
- Airport, regia di George Seaton (1970)
- Lucky Luciano, regia di Francesco Rosi (1973)
- Funny Lady, regia di Herbert Ross (1975)
- Leonard salverà il mondo (Leonard Part 6), regia di Paul Weiland (1987)

### Televisione
- The Alcoa Hour – serie TV, episodio 1x16 (1956)
- The Kaiser Aluminum Hour – serie TV, episodi 1x07-1x18 (1956-1957)
- Outlaws – serie TV, episodio 1x11 (1961)
- Ai confini della realtà (The Twilight Zone) – serie TV, episodio 3x03 (1961)
- Scacco matto (Checkmate) – serie TV, episodio 1x32 (1961)
- The Americans – serie TV, episodio 1x13 (1961)
- Follow the Sun – serie TV, episodio 1x12 (1961)
- The Nurses – serie TV, episodio 2x08 (1963)
- Missione segreta (Espionage) – serie TV, episodio 1x08 (1963)
- Mr. Broadway – serie TV, episodio 1x04 (1964)
- Slattery's People – serie TV, episodio 1x07 (1964)
- Gli uomini della prateria (Rawhide) – serie TV, episodio 8x10 (1965)
- ABC Stage 67 – serie TV, episodio 1x09 (1966)
- Cimarron Strip – serie TV, episodio 1x03 (1967)
- Sui sentieri del West (The Outcasts) – serie TV, episodio 1x08 (1968)
- Sentieri (Guiding Light) – soap opera, 90 puntate (1983-1994)

## Doppiatori italiani
- Amilcare Pettinelli in La gatta sul tetto che scotta, Qualcuno verrà, Il grande impostore
- Emilio Cigoli in L'invasione degli ultracorpi, La strada a spirale
- Giorgio Capecchi in Un solo grande amore, La vendetta del gangster
- Nino Pavese in Il vendicatore del Texas, L'ora delle pistole
- Lauro Gazzolo in Il capitalista
- Bruno Persa in Il giardino della violenza
- Giulio Panicali in La calda notte dell'ispettore Tibbs
- Roberto Bertea in Ultima notte a Cottonwood
- Mario Pisu in Airport